# Centrale nucleare di Hanhikivi
La centrale nucleare di Hanhikivi (in finlandese Hanhikiven ydinvoimalaitos) è una futura centrale nucleare situata presso Pyhäjoki nella regione finlandese dell'Ostrobotnia settentrionale, sulle rive del Golfo di Botnia.
L'impianto è previsto essere costituito da un unico reattore di III+ gen, di tipologia ancora da decidere.